# Jasey Jay Anderson
Jasey-Jay Anderson är en kanadensisk snowboardåkare, född 13 april 1975 i Val-Morin, Québec. Han har deltagit i olympiska vinterspelen 1998, 2002, 2006 och 2010 i parallellstorslalom. Anderson bor för närvarande i Mont-Tremblant utanför Montréal.
Anderson är Kanadas mest framgångsrika snowbordåkare. Han har tagit VM-guld i samtliga slalomtyper, och är olympisk mästare i parallellstorslalom från 2010. Anderson har vunnit den totala världscupen fyra år i rad, från 2000 till 2004 och två totalsegrar i snowboardcross, 01/02 och 05/06. Han har vunnit hela 19 världscupstävlingar i parallellstorslalom och 19 i bordercross.
Anderson vann sin första olympiska medalj i samband med olympiska vinterspelen 2010 som arrangerades i hans hemland Kanada och i staden Vancouver. Arenan där han vann sitt OS-guld är samma som han vann dubbla VM-guld på 2005. Innan sitt OS-guld 2010 hade Jasey som bäst en femteplats i olympiska sammanhang.
När han inte kör snowboard, lever Anderson på en blåbärsfarm i Mont-Tremblant.